# Agrotis luzonensis
Agrotis luzonensis là một loài bướm đêm trong họ Noctuidae.